# Oliver Hassler
Oliver Adrian Hassler (ur. 4 stycznia 1988) – niemiecki zapaśnik startujący w stylu klasycznym. Wicemistrz świata w 2014. Piąty na mistrzostwach Europy w 2012 i 2017. Czternasty na igrzyskach europejskich w 2015. Brązowy medalista igrzysk wojskowych w 2019. Mistrz świata wojskowych w 2014. Piąty w Pucharze świata w 2017. Trzeci na MŚ juniorów w 2008 roku.
Mistrz Niemiec w 2011 i 2014; drugi w 2012 i 2015, a trzeci w 2009 i 2010 roku.